# Jan Zieliński (historyk literatury)
Jan Zieliński (ur. 19 czerwca 1952 w Gdyni) – polski historyk literatury, krytyk, tłumacz i dyplomata.

## Życiorys
W 1974 ukończył studia polonistyczne na Uniwersytecie Warszawskim, następnie pracował jako sekretarz redakcji kwartalnika „Pamiętnikarstwo Polskie” (1974–1976). Od 1976 związany z Instytutem Badań Literackich PAN, najpierw jako doktorant, od 1979 jako pracownik. W 1982 obronił tam pracę doktorską, wydaną jako Pępek powieści: z problemów powieści autobiograficznej przełomu XIX i XX wieku. Współpracownik podziemnego ruchu wydawniczego (Niezależna Oficyna Wydawnicza, Fundusz Inicjatyw Społecznych). 
W latach 1987–1988 był stypendystą Fundacji Humboldta w Marbach am Neckar. Od 1987 był też członkiem redakcji „Res Publiki”. Od 1991 do 1993 był I sekretarzem, a następnie do 1997 radcą ds. kultury Ambasady RP w Bernie. W latach 1997–98 senior researcher Niezależnej Komisji Ekspertów „Szwajcaria – Druga wojna światowa“. Po zakończeniu misji dyplomatycznej pozostał w Szwajcarii. Został wykładowcą Uniwersytetu we Fryburgu, gdzie habilitował się w roku 2006. W latach 2001–2004 stypendysta szwajcarskiej Narodowej Fundacji Badań Naukowych SNF. W latach 2007−2021 profesor literatury powszechnej na Uniwersytecie Kardynała Stefana Wyszyńskiego w Warszawie. W latach 2008–2011 realizował projekt badawczy Szwajcarskiej Biblioteki Narodowej „Dürrenmatt i Polska”.
Jest autorem i edytorem wielu prac poświęconych polskiej literaturze XIX (Juliusz Słowacki, Cyprian Kamil Norwid) i XX w., jak również tłumaczem i organizatorem wystaw.
Należy do Stowarzyszenia Pisarzy Polskich (od 1989), Polskiego PEN Clubu (od 1990), Stowarzyszenia Dziennikarzy Polskich (od 2003). Od 2004 jest członkiem jury Nagrody Fundacji Kościelskich.

## Życie prywatne
Mąż Alicji Skarbińskiej-Zielińskiej (1949–2017), tłumaczki literatury pięknej z języka angielskiego. Od roku 2020 mąż Marii Strarz-Zielińskiej, założycielki i szefowej Agencji Literackiej GRAAL. 

## Twórczość

### Prace historyczno-literackie i historyczne
- Pępek powieści: z problemów powieści autobiograficznej przełomu XIX i XX wieku (1983)
- Leksykon polskiej literatury emigracyjnej (1989) − pierwsze wydanie pod pseudonimem „Jan Kowalski”, II wydanie 1990
- Ludwig von Tetmajer Przerwa 1850-1905. Gründer der EMPA, Pionier der Materialprüfung und -forschung (1995) − przekład węgierski 1995
- Józef Czapski: krótki przewodnik po długim życiu (1997)
- Nasza Szwajcaria: przewodnik śladami Polaków (1999)
- SzatAnioł: powikłane życie Juliusza Słowackiego (2000) − II wydanie rozszerzone jako Słowacki − SzatAnioł (2009)
- Rekontra i inne mackiewicziana (2004)
- Obraz pogodnej śmierci: Norwid, Rafael, Maratti i Śmierć świętego Józefa (2010)
- Kościelscy: ród, fundacja, nagroda (2011) − razem z Wojciechem Klasem
- Szkatułki Newerlego (2012)
- Magiczne Oświecenie (2022)[2]
- The Polish Impact: 15 Stories of Great Poles in Belgium (2025)

### Prace edytorskie
- Aleksander Wat Wiersze wybrane (1987) − z Anną Micińską
- Wystan Hugh Auden Ręka farbiarza i inne eseje (1988) − z Michałem Sprusińskim
- Józef Czapski Czytając (1989, 2015)
- Józef Wittlin Pisma pośmiertne i inne eseje (1991)
- Aleksander Wat Poezje zebrane (1992) − z Anną Micińską
- Aleksander Wat Bezrobotny Lucyfer i inne opowieści (1993) − z Włodzimierzem Boleckim
- Jerzy Giedroyc, Andrzej Bobkowski Listy 1946-1961 (1997)
- Aleksander Wat Kobiety z Monte Olivetto: dramat w trzech aktach, pięciu odsłonach (2000)
- Memoriał Newerlego (2003)
- Jerzy Stempowski Zapiski dla zjawy oraz Zapiski z podróży do Delfinatu (2004)
- Andrzej Bobkowski Tobie zapisuję Europę: listy do Jarosława Iwaszkiewicza (2009)
- Joanna Pollakówna Wiersze zebrane (2012)
- Aleksander Wat Notatniki (2015) − z Adamem Dziadkiem
- Zygmunt Lubicz-Zaleski (2016) Relikwiarz buchenwaldzki
- Kazimiera Iłłakowiczówna (2019) Pod obcym niebem. 33 wczesne utwory
- Joanna Pollakówna Wieczność dopełni (2023, z Agatą Szulc)

### Tłumaczenia
- Philip K. Dick Słoneczna loteria (Solar Lottery, 1981)
- Philip Roth Praska orgia (The Prague Orgy, 1988)
- Philip Roth Cień pisarza (The Ghost Writer, 1991)
- Richard Brautigan Upadek sombrera: powieść japońska (Sombrero Fallout, 1992)
- Christopher Isherwood Samotność (1993) − II wydanie jako Samotny mężczyzna (A Single Man, 2010)
- James Jones Wesoły miesiąc maj (The Merry Month of May, 1993)
- Jerzy Stempowski Zapiski dla zjawy oraz Zapiski z podróży do Delfinatu (Notes pour une ombre suivi de Notes d'un voyage dans le Dauphiné, 2004)

### Wystawy
- 75-lecie stosunków dyplomatycznych polsko-szwajcarskich (Ambasada RP w Bernie 1994, Muzeum Polskie w Rapperswilu 1995, Biblioteka Narodowa 1996)
- Słowacki en Suisse (z Jackiem Sygnarskim, Bibliothèque cantonale et universitaire, Fryburg, 1999)
- Wiek Wata (z Katarzyną Raczkowską, Biblioteka Narodowa, 2000)
- KONTRA. W setną rocznicę urodzin Józefa Mackiewicza (z Marią Dorotą Pieńkowską, Muzeum Literatury, 2002)
- Żywe wiązanie. W stulecie Igora Newerlego (z Grażyną Kasą, Biblioteka Narodowa, 2003)
- Faces, facettes & grimaces de Witold Gombrowicz (z Jeanem Musy, Salon international du livre, Genewa, 2004)

## Nagrody
- 1987: Nagroda za esej im. O. Maksymiliana Kolbe i Reinholda Schneidera (Frankfurt nad Menem)
- 2007: nagroda edytorska „Zeszytów Literackich” (Warszawa)
- 2013: Europejska Nagroda Literacka im. Petrarki (Paryż)[3]